# Luceria striata
Luceria striata är en fjärilsart som beskrevs av Anthony C. Galsworthy 1997. Luceria striata ingår i släktet Luceria och familjen nattflyn. Inga underarter finns listade i Catalogue of Life.